# Możemy to zrobić
Możemy to zrobić (ros. Это в наших силах, Eto w naszych siłach) – radziecki krótkometrażowy animowany film propagandowy z 1970 roku w reżyserii Lwa Atamanowa powstały według szkiców duńskiego rysownika – karykaturzysty Herlufa Bidstrupa. 
Film poświęcony jest jednym z najważniejszych tematów politycznych – ochronie i zachowaniu świata. Mówi nam, że tylko wspólne ludzkie wysiłki mogą zapobiec wojnie, która niszczy świat.
Film wchodzi w skład serii płyt DVD Animowana propaganda radziecka (cz. 2: Faszystowscy barbarzyńcy).

## Fabuła
Z faszystowskiego jajka wykluwa się ptak wojny. Pisklę karmione jest przez amerykańskiego kapitalistę i generała pieniędzmi oraz bronią. Wyrasta z niego ogromny czarny ptak, który lata po całym świecie. Zagraża on miłości parom w Londynie, Paryżu, Moskwie i Japonii oraz staremu mężczyźnie i dwóm matkom z małymi dziećmi. Wojenny ptak zaczyna atakować. Wojna może dotknąć każdego wszędzie, dlatego też w filmie pokazano, iż jedna z uciekających matek mogłaby być Azjatką, muzułmanką i Murzynką. Ostatecznie wojenny ptak zostaje pokonany przez białe gołębie pokoju, stworzone przez pracowników, pisarzy, dzieci, artystów, muzyków i pacyfistów. Pomimo antyamerykańskich nastrojów, pacyfistyczny temat filmu jest ponadczasowy i uniwersalny.